# Hot Skull
Hot Skull (türkisch Sıcak Kafa ‚Heißer Kopf‘) ist eine türkische Fernsehserie über eine Pandemie, die am 2. Dezember 2022 auf Netflix veröffentlicht wurde. Vorlage war der gleichnamige Roman des Autors Afşin Kum, der im November 2016 in der Türkei veröffentlicht wurde. Die Serie wurde nach einer Staffel abgesetzt.

## Handlung
Eine ungewöhnliche Pandemie hat die Welt befallen. Die Krankheit überträgt sich nicht durch Tröpfchen, Aerosole oder Schmierinfektionen, sondern durch Sprache, über den Hörsinn. Anstelle von Atemschutzmasken und Desinfektionsmitteln verwenden die Menschen daher schallschluckende Kopfhörer, um sich zu schützen. Wer sich ansteckt, beginnt nach kurzer Zeit, wirre, unstrukturierte Dinge zu reden: Er wird ein „Plapperer“ und kann nun selbst andere Menschen infizieren. Mit schärfsten Maßnahmen versucht eine eigens gegründete Seuchenschutzorganisation, die Seuche unter Kontrolle zu bekommen.
Protagonist der Serie ist der Linguist Murat, der als einzige Person immun gegen die Krankheit zu sein scheint. Er lebt bei seiner Mutter im dystopisch gezeichneten Istanbul und gerät durch seine Immunität in den Fokus der Seuchenschutzorganisation …

## Besetzung und Synchronisation
| Figur               | Darsteller       | Deutscher Sprecher |
| ------------------- | ---------------- | ------------------ |
| Murat Siyavuş       | Osman Sonant     | Leonard Hohm       |
| Anton Kadir Tarakçı | Şevket Çoruh     | Stefan Günther     |
| Şule                | Hazal Subaşı     | Laura Maire        |
| Fazıl               | Kubilay Tunçer   | Frank Schaff       |
| Arif                | Arda Aranat      | Maximilian Belle   |
| Serhat              | Furkan Kalabalık | Patrick Schröder   |
| Melisa              | Işık Naz Özedgü  |                    |
| Emel                | Tilbe Saran      | Bettina Redlich    |
| Can                 | Hakan Gerçek     |                    |
| Cevat               | Erdem Akakçe     | Matthias Kupfer    |
| Haydar              | Cüneyt Uzunlar   |                    |

## Episodenliste
| Nr. | Deutscher Titel                                 | Originaltitel           | Zusammenfassung |
| --- | ----------------------------------------------- | ----------------------- | --- |
| 1   | Galanthus Byzantinus                            | Galanthus Byzantinus    | Nach einem Vorfall in einem Supermarkt, bei dem Murat das Geplapper einer Infizierten ohne erkennbare Schädigungen aushält, gerät er in den Fokus von Anton. Außerdem begibt Murat sich auf die Suche nach einem totgeglaubten Freund und begegnet an einer Bushaltestelle einer mysteriösen Frau. |
| 2   | Katze, Kiste, Trichter                          | Kedi, Kutu, Huni        | Anton hört sich die Aufnahmen an, die Murat angefertigt hat, um seine Reaktion auf Geplapper zu überprüfen. Von der Seuchenschutzbehörde gejagt, sucht Murat nach einem Weg, in die Sechste Zone zu gelangen.                                                                                      |
| 3   | Zone 6                                          | 6. Bölge                | Murat erinnert sich an seine Vergangenheit in der Sechsten Zone. Şule ist von Murats Immunität überzeugt und stellt ihn den Forschern von Plus 1 vor. |
| 4   | Hohes Fieber                                    | Yüksek Ateş             | Anton sucht weiter nach Murat. Bei Plus 1 bricht ein Konflikt aus. Yasemin spielt Gedankenspiele mit Murat. Fazıl beschließt, Can zu bestrafen. |
| 5   | Die Sonne ist aufgegangen, der Skorpion ist tot | Şafak Söktü, Akrep Öldü | Anton muss sich bedeckt halten. Özgür erzählt vom Tag des Brandes. Als Murat einem moralischen Dilemma gegenübersteht, trifft Viktors Befehl ein. |
| 6   | 13 Minuten vor 7                                | 7’ye 13 Kala            | Anton versucht, Murat zu kontaktieren, und Şule muss eine Nachricht entschlüsseln. Beunruhigt von seiner Wiederbegegnung mit Haluk heckt Murat einen riskanten Plan aus. |
| 7   | Rose und Dorn                                   | Gül ve Diken            | Die Seuchenschutzorganisation verschärft die Sicherheit. Murat und Şule versuchen, den Angriff zu verhindern. Murat verhandelt mit Fazıl. |
| 8   | Mein Name is unwichtig                          | Adımın Bir Önemi Yok    | Die Explosion führt zu einer Fahndung. Murat hinterfragt seine Verbindung zu Haluk. Nach einer Tragödie trifft Murat eine mutige Entscheidung – und er lässt niemanden zurück. |

## Kritiken
„Eine Pandemie, die darin besteht, nur Blödsinn zu reden? Das hatte auf jeden Fall jede Menge Potenzial. Leider nutzt „Hot Skull“ dieses aber kaum und wandelt sich mit der Zeit in eine zwar wendungsreiche, aber doch eher austauschbare Dystopie. Hinzu kommt, dass das Tempo höher hätte sein können, die Serie zieht sich zwischendurch immer mal wieder.“